# Lucius Vagellius
Lucius Vagellius war ein römischer Senator des 1. Jahrhunderts n. Chr.
Vagellius, der aus Locri oder möglicherweise Vibo Valentia stammte, war ein homo novus, der vermutlich in der späten Tiberius-Zeit in den Senat aufgenommen wurde. Abgesehen von seinem Domus  auf dem Caelius-Hügel ist über ihn wenig bekannt. Er ist vermutlich ein Verwandter, wenn nicht gar identisch mit dem Dichter Vagellius, einem Freund Senecas, der in dessen Naturales Quaestiones für sein „berühmtes Gedicht“ erwähnt wird. Ein Nachkomme scheint der bekannte Deklamator Vagellius gewesen zu sein, den Juvenal in seinen Satiren verspottete.
Von seiner senatorischen Laufbahn ist lediglich das Konsulat überliefert, das er zusammen mit Gnaeus Hosidius Geta im Jahr 47, im Zeitraum September bis Oktober, innehatte.